# Vladimir Gazzaev
Vladimir Valer'evič Gazzaev (in russo Владимир Валерьевич Газзаев?; Ordžonikidze, 1º luglio 1980) è un allenatore di calcio ed ex calciatore russo, di ruolo attaccante.

## Biografia
È il figlio dell'ex calciatore e allenatore Valerij Gazzaev.